# نوال مهني
نوال مهنى أحمد أبو زيد وتشتهر نوال مهني (مواليد محافظة المنيا) هي كاتبة وشاعرة وأديبة مصرية.

## تعليمها
حصلت على ليسانس الآداب قسم الفلسفة وعلم النفس، كما حصلت على شهادة دراسات خاصة في اللغة العربية والتاريخ.

## حياتها العملية
عملت نوال مدرسة للفلسفة وعلم النفس بمدارس المرحلة الثانوية، كما عملت موجهة على الصحافة المدرسية بوزارة التربية والتعليم المصرية. عملت بعد ذلك معدة برامج من خارج هيئة الإذاعة والتليفزيون المصرية، وهي شاعرة معتمدة في جميع الإذاعات المصرية.
تشغل منصب رئيسة الأديبات بفرع رابطة الأدب الإسلامي العالمية في مصر، ومنصب رئيسة نادي الأدب والنادي المركزي بفرع ثقافة الجيزة. وهي عضو مجلس إدارة باتحاد كتّاب مصر، وعضو منظمة الكتّاب الأفريقيين الآسيويين، وعضو رابطة الأدب الحديث بالقاهرة، وعضو نادي القصة المصري، وعضو مؤسس في ملتقى المبدعات العربيات بالقاهرة، وعضو مؤسس في ندوة ملتقى الأربعاء بنقابة الصحفيين المصريين. وهي أيضًا محاضرة مركزية بالهيئة العامة لقصور الثقافة.

## مؤلفاتها
- «نبع الوجدان»[4]
- «أغاريد الربيع»[5]
- «ذات مرة»[6]
- «البحث عن أطلنطا»[7]
- «أنغام ثائرة»[8]
- «الفارس والأميرة» (مسرحية شعرية)، 1995[9]
- «بسمتيك الأول – قاهر الآشوريين»، 2011[10]
- «إيزادورا.. هبة إيسزيس»، 2012[11]
- «أزهار اللوتس» (قصة للأطفال)، 2013
- «على عتبات القدس» (مسرحية شعرية)، 2015
- «وعاد الحب» (قصص)، 2016[12]
- «لمحات من عبق التراث» (مسرحيات قصيرة)، 2018[13]
- «أهازيج الطفولة» (شعر)، 2018[14]

## جوائز
- جائزة تفوق من الهيئة العامة لقصور الثقافة، 2002[2]
- درع النعيم من منتدى اثنينية النعيم الثقافية بالأحساء، 2002[2]
- المركز الأول في جائزة الشاعر محمد التهامي، الدورة الأولى، 2009، عن ديوان «ذات مرة» [2]
- جائزة التميز في الإبداع من اتحاد كتّاب مصر، 2014[2]
- درع الهيئة العامة لقصور الثقافة، 2015، تم اختيارها «المبدعة المثالية»[2]
- جائزة الشؤون المعنوية للقوات المسلحة المصرية في القصة، 2016، عن قصة «الشهيد الحي»[15]
- درع التفوق، الهيئة العامة لقصور الثقافة، 2016[15]
- درع العلامة محمد إقبال من رابطة الأدب الإسلامي العالمية، باكستان، 2016[15]